# Escuela de seductoras
Escuela de seductoras es una película española dirigida por León Klimovsky y guionizada por José María Elorrieta y José Manuel Iglesias. Fue estrenada el 24 de septiembre de 1962. Está protagonizada por Susana Campos, Marta Padovan, Conchita Bautista, Ismael Merlo y Manolo Gómez Bur.
Se trata de una libre interpretación de la obra de teatro “Lisistrata” escrita por Aristófanes en el año 411 a.d. C..

## Sipnosis
Margot López (Conchita Bautista) trabaja en la tienda Galerías Preciados y está enamorada de Antonio, el escaparatista de la tienda (Manolo Gómez Bur) pero éste no se atreve a declararse. Alicia (Susana Campos) trabaja en una secretaría técnica en la que hay un científico, Frank (Ángel del Pozo) del que está enamorada. Teresa (Marta Padovan) es secretaria de Don Enrique (Ismael Merlo) del que también está enamorada aunque éste la ignora. Ante su falta de habilidad para conquistar y manejar a los hombres deciden matricularse en una academia de seducción dirigida por Lysistrata Pérez (Mary Carrillo). Poco a poco irán poniendo en práctica las lecciones que aprenden en la academia con diferente resultado.

## Reparto
| Actor/Actriz        | Personaje                  |
| ------------------- | -------------------------- |
| Susana Campos       | Alicia                     |
| Marta Padovan       | Teresa                     |
| Conchita Bautista   | Margot López               |
| Ismael Merlo        | Enrique                    |
| Manolo Gómez Bur    | Antonio                    |
| Ángel del Pozo      | Frank                      |
| Gracita Morales     | Filiberta                  |
| Mary Carrillo       | Lysistrata                 |
| Carmen Esbrí        |                            |
| Ángel Menéndez      |                            |
| Josefina García     |                            |
| Jesús Puente        | Esposo de Milagros         |
| María Luisa Lamata  |                            |
| Jorge Martín        |                            |
| Valeriano Andrés    | Hombre seducido por Margot |
| Francisco Bernal    | Don Basilio                |
| Ángel Ortiz         |                            |
| José Morales        | Benito                     |
| Manuel Díaz Velasco |                            |
| José Luis Zalde     |                            |
| Rufino Inglés       |                            |
| Antonio Molino Rojo | Mr. Curtis                 |
| Venancio Moreno     |                            |